# Couvent des Capucines de Liège
Pour les articles homonymes, voir Couvent des Capucin(e)s.
 (février 2013).

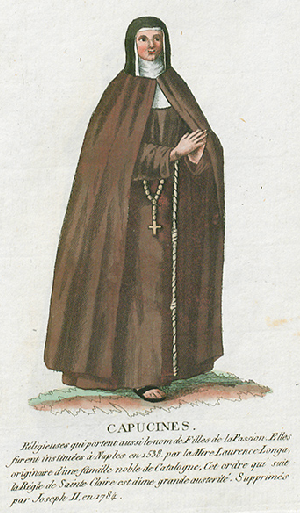
Capucines

Le couvent des Capucines, situé en Hors-Château à Liège, est fondé en 1626, au coin de l'impasse du Champion. L'église du couvent est construite en 1646. Vendu à la Révolution, il est à nouveau occupé par les Filles de la Croix après avoir été propriété particulière. C'est actuellement une école normale et l'enseignement moyen de Marie-Thérèse.

## Historique

### Fondatrices
Les sœurs Capucines se sont établies à Liège en 1626. Le couvent est alors fondé par deux filles pieuses, Cornelia Libotte et Jeanne de Herck, qui ont pris le voile comme novices dans ce but. Elles sont appuyées par Ferdinand de Bavière, alors Prince-évêque de Liège.
Par ailleurs, par l'intermédiaire du Grand Vicaire de Liège, chef du diocèse, la mère supérieure du couvent des Capucines de Saint-Omer désigne trois sœurs dont la future mère supérieure, Bernardine de Graveline, dite Anne de Cras, parties de Saint-Omer en 1626, pour donner une autorité au couvent nouvellement constitué.

### Premières installations
Les trois sœurs occupent tout d'abord une maison dans les cloîtres de la collégiale Saint-Barthélemy, mais il semble que les chanoines les expulsent au bout de trois semaines. Elles s'installent ensuite, en novembre 1626, dans la Basse-Sauvenière, sur la paroisse Saint-Michel, et y reçoivent les deux novices qui sont rejointes par une troisième en janvier 1627, Jolette Beckers.

### Dotations multiples
Dotées à la fois par le Grand Vicaire, le chanoine de la collégiale Sainte-Croix, le chanoine de la collégiale Saint-Denis et le Grand Mayeur, les religieuses s'installent au faubourg Saint-Laurent, dans la paroisse Saint-Hubert, où elles vont rester jusqu'en juillet 1628.

### Installation définitive en Hors-Château
Les Capucines vont définitivement s'installer dans la rue Hors-Château, paroisse de Saint-Thomas, au coin de l'impasse du Champion le 6 juillet 1628, et y commencer la construction de leur église en 1645. La chapelle Sainte-Croix, construite en 1645 et achevée l'année suivante, est dédiée aux saints Pierre et Paul.

### Existence paisible pendant 100 ans
Les Capucines sont prises sous la sauvegarde et protection de la cité dès 1642 pour vivre une existence paisible jusqu'en 1746, date à laquelle le prince-évêque Jean-Théodore de Bavière doit prendre un édit qui frappe dorénavant d'amende « quiconque se rendait coupable de pareil méfait », car des passants arrachaient les pierres des murs, brisaient toits et vitres et invectivaient leurs domestiques.

### Révolution française
À la suite de la Révolution française, les bâtiments du couvent des Capucines sont vendus, en janvier 1797, principalement en deux lots :
- les bâtiments, la cour et l'église[note 4], deux prairies et un vignoble, forment le premier lot : il est vendu le 14 mars 1797[note 5] ;
- le second lot contient un vignoble et une prairie orientée au sud[note 6] ;
- dans les environs, les Capucines possèdent encore quelques maisonnettes qui sont vendues ;
- d'autre part, les agents républicains ont procédé, en janvier 1796, à l'inventaire de l'argenterie et des meubles affectés au culte[note 7]. Le mobilier est vendu à l'encan en avril 1797[5].

C'est une ex-religieuse, Marie Delwoine qui acquiert le couvent, protégée par un fondé de procuration de L. Harzé. Aussi, le couvent reste-t-il dans les mains de la famille Harzé jusqu'en 1818, pour être revendu à Michel Frésart, un agent de change. 
Quelques années plus tard, la famille Frésart, qui compte un de ses membres parmi les Filles de la Croix offre généreusement, au curé de Sainte-Croix , l'ancien couvent des Capucines pour le transformer en maison mère de la congrégation. Mais les bâtiments, qui sont peu propices à l'enseignement que dispensent les Filles de la Croix, doivent être démolis. Au-delà de l'ancienne église, il ne reste donc plus, dans le jardin, qu'un petit bâtiment où une pierre garde la trace du chronogramme et les emblèmes de la famille Vrancken :
- VICIt Leo fortIs eX trIbV JVDa hosteM (1680)
- CrVX Dat LaVreaM (1670)

## Histoire récente
En 1862, sous l'impulsion du curé de Sainte-Croix, on renouvelle l'ancienne église, et l'architecte Jean-Louis Mélotte propose de s'inspirer de la Sainte-Chapelle de Paris. Quatorze peintures représentant le chemin de Croix seront peintes par Lange. Trois artistes liégeois, Jules Helbig et Édouard van Marcke réalisent les autres peintures polychromes et Halleux les statues et sculptures.
D'autre part, le centre scolaire Saint Barthélemy, section maternelle, occupe ce qui reste de l'ancien couvent. Depuis 2012 en outre, les bâtiments ont été cédés à l'école normale Helmo Sainte-Croix.
Le 29 avril 2017, on a procédé à la translation des reliques de Mère Marie-Thérèse Haze de la chapelle (où elle reposait) vers la cathédrale Saint-Paul de Liège. Elle repose désormais dans la chapelle adjacente à celle qui accueille les reliques de saint Lambert.